# Regierung Dewael
Die Regierung Dewael war die neunte flämische Regierung. Sie amtierte vom 13. Juli 1999 bis zum 10. Juni 2003.
In der Regierung waren vier Parteien vertreten: die liberale Vlaamse Liberalen en Democraten (VLD), die Sozialistische Partei (SP), die grüne Agalev und das Bündnis von Volksunion und ID21 (VU-ID).
Bei der Wahl zum flämischen Parlament am 13. Juni 1999 erlitten die Regierungsparteien CVP und SP Verluste und büßten die absolute Mehrheit ein. Am 13. Juli 1999 wurde eine Koalition aus VLD, SP, Agalev und VU-ID unter Ministerpräsident Patrick Dewael (VLD) gebildet.
Nach dem Rücktritt von Ministerpräsident Dewael im Juni 2003, der als stellvertretender Ministerpräsident und Innenminister in die föderale Regierung eintrat, wurde von Bart Somers (VLD) eine neue Regierung gebildet.

## Zusammensetzung
| Amt                                                                                              | Name                  | Partei       | Beginn der Amtszeit | Ende der Amtszeit |
| ------------------------------------------------------------------------------------------------ | --------------------- | ------------ | ------------------- | ----------------- |
| Ministerpräsident und Minister für Finanzen und Haushalt, Äußeres und Europa                     | Patrick Dewael        | VLD          | 13. Juli 1999       | 1. August 2001    |
| Ministerpräsident                                                                                | Patrick Dewael        | VLD          | 1. August 2001      | 5. Juni 2003      |
| stellvertretender Ministerpräsident und Minister für Mobilität, öffentliche Arbeiten und Energie | Steve Stevaert        | SP/sp.a      | 13. Juli 1999       | 18. März 2003     |
| Minister für Mobilität, öffentliche Arbeiten und Energie                                         | Gilbert Bossuyt       | SP/sp.a      | 19. März 2003       | 10. Juni 2003     |
| Minister für Arbeit und Tourismus                                                                | Renaat Landuyt        | SP/sp.a      | 13. Juli 1999       | 19. März 2003     |
| stellvertretender Ministerpräsident und Minister für Arbeit und Tourismus                        | Renaat Landuyt        | SP/sp.a      | 19. März 2003       | 10. Juni 2003     |
| Ministerin für Soziales, Gesundheit und Chancengleichheit                                        | Mieke Vogels          | Agalev       | 13. Juli 1999       | 3. Juli 2002      |
| Ministerin für Soziales, Gesundheit, Chancengleichheit und Entwicklungszusammenarbeit            | Mieke Vogels          | Agalev       | 3. Juli 2002        | 23. Mai 2003      |
| Ministerin für Soziales, Gesundheit und Chancengleichheit                                        | Adelheid Byttebier    | Agalev       | 26. Mai 2003        | 10. Juni 2003     |
| Minister für Kultur, Jugend, Stadtentwicklung, Wohnen und Brüsseler Angelegenheiten              | Bert Anciaux          | VU-ID/SPIRIT | 13. Juli 1999       | 14. April 2000    |
| Minister für Kultur, Jugend, Brüsseler Angelegenheiten und Entwicklungszusammenarbeit            | Bert Anciaux          | VU-ID/SPIRIT | 14. April 2000      | 18. Mai 2001      |
| Minister für Kultur, Jugend, Sport, Brüsseler Angelegenheiten und Entwicklungszusammenarbeit     | Bert Anciaux          | VU-ID/SPIRIT | 18. Mai 2001        | 1. Juli 2002      |
| Minister für Sport und Brüsseler Angelegenheiten                                                 | Guy Vanhengel         | VLD          | 3. Juli 2002        | 31. Januar 2003   |
| Minister für Sport und Angelegenheiten der Hauptstadt                                            | Guy Vanhengel         | VLD          | 31. Januar 2003     | 10. Juni 2003     |
| Ministerin für Bildung und Ausbildung                                                            | Marleen Vanderpoorten | VLD          | 13. Juli 1999       | 10. Juni 2003     |
| Ministerin für Umwelt und Landwirtschaft                                                         | Vera Dua              | Agalev       | 13. Juli 1999       | 23. Mai 2003      |
| Minister für Umwelt, Landwirtschaft und Entwicklungszusammenarbeit                               | Ludo Sannen           | Agalev       | 26. Mai 2003        | 10. Juni 2003     |
| Minister für Inneres, den Öffentlichen Dienst und Sport                                          | Johan Sauwens         | VU-ID/SPIRIT | 13. Juli 1999       | 10. Mai 2001      |
| Minister für Inneres, Wohnen und den Öffentlichen Dienst                                         | Paul Van Grembergen   | VU-ID/SPIRIT | 11. Mai 2001        | 1. August 2001    |
| Minister für Inneres, den Öffentlichen Dienst und Äußeres                                        | Paul Van Grembergen   | VU-ID/SPIRIT | 1. August 2001      | 3. Juli 2002      |
| Minister für Inneres, Kultur, Jugend und den Öffentlichen Dienst                                 | Paul Van Grembergen   | VU-ID/SPIRIT | 3. Juli 2002        | 10. Juni 2003     |
| Minister für Wirtschaft, Raumordnung und Medien                                                  | Dirk Van Mechelen     | VLD          | 13. Juli 1999       | 1. August 2001    |
| Minister für Finanzen und Haushalt, Innovation, Medien und Raumordnung                           | Dirk Van Mechelen     | VLD          | 1. August 2001      | 10. Juni 2003     |
| Minister für Wirtschaft, Außenhandel und Wohnen                                                  | Jaak Gabriëls         | VLD          | 10. Juli 2001       | 3. Juli 2002      |
| Minister für Wirtschaft, Äußeres, Außenhandel und Wohnen                                         | Jaak Gabriëls         | VLD          | 3. Juli 2002        | 6. Juni 2003      |

## Umbesetzungen
Innenminister Johan Sauwens trat am 10. Mai 2001 zurück, nachdem seine Teilnahme an einem Treffen des Sint-Maartensfonds, einer Vereinigung von ehemaligen Ostfrontkämpfern, bekannt wurde. Sein Nachfolger wurde Paul Van Grembergen.
Am 10. Juli 2001 wurde ein zusätzliches Ministerium geschaffen. Jaak Gabriëls (VLD) wurde Minister für Wirtschaft, Außenhandel und Wohnen. Ministerpräsident Patrick Dewael gab am 1. August die Zuständigkeiten für Finanzen und Haushalt sowie Äußeres und Europa ab. Finanzen und Haushalt gingen an Dirk Van Mechelen, Äußeres an Paul Van Grembergen.
Die Sozialistische Partei (SP) nannte sich 2001 in Sozialistische Partei Anders (sp.a) um.
Diu Volksunion löste sich 2001 in drei Gruppen auf. Die beiden Minister Bert Anciaux und Paul Van Grembergen schlossen sich der neugegründeten linksliberalen SPIRIT an.
Ber Anciaux trat am 1. August 2002 zurück, sein Nachfolger wurde Guy Vanhengel (VLD). Damit stellte die VLD fünf der zehn Regierungsmitglieder.
Steve Stevaert, trat am 18. März 2003 zurück und wurde Parteivorsitzender der sp.a. Er wurde ersetzt durch Gilbert Bossuyt, die Funktion des stellvertretenden Ministerpräsidenten übernahm Renaat Landuyt.
Die starken Verluste von Agalev bei der nationalen Parlamentswahl 2003, führten zu personellen Veränderungen. Die beiden Ministerinnen Vera Dua und Mieke Vogels traten am 23. Mai 2003 zurück, neu in die Regierung kamen Ludo Sannen und Adelheid Byttebier.